# Ricardo Izquierdo
Ricardo Izquierdo Reyes (né en 1978 à Matanzas) est un musicien de jazz cubain (saxophone ténor et soprano).

## Biographie
Ricardo Izquierdo Reyes a commencé à apprendre le violoncelle à l'âge de huit ans. Il passe au saxophone alto pendant ses études à l'Escuela National de Artes de La Havane à partir de 1994. Puis, il fait partie du quintette d'Alexis Bosch et du quartet de Carlos Maza, avec qui il parcourt l'Europe et enregistre l'album Fidelidad. En 2001, il s'installe à Paris. Il y travaille avec Rémi Vignolo, Frank Lacy, Michel Zenino, Ernest Dawkins, Napoleon Maddox, Raúl Paz, Hamid Drake, Maxime Fougères, Manu Codjia, Jason Palmer, Jeff Ballard, Orishas et Bojan Z.  
En 2014, Il enregistre en tant que leader l'album Ida, avec son propre quartet, constitué de Sergio Gruz (piano), Juan Sebastien Jimenez (contrebasse) et Mauro Gargano (contrebasse) et Lukmil Pérez (batterie). Il avait déjà joué au Festival de Marciac avec cette formation en 2012.  Il peut également être entendu sur des albums de Mayra Andrade, Josiah Woodson, Mario Canonge et Mátyás Szandai. En 2017 sort un deuxième album, Ants,, en co-leader avec Mauro Gargano et Fabrice Moreau. Comme le premier, celui-ci aussi est salué par la critique et distingué d'une « révélation » du mensuel Jazz Magazine[réf. nécessaire].
Ricardo Izquierdo enregistre également avec le Mario Canonge - Michel Zenino Quint'Up fin 2017. La sortie de l'album en 2018 est remarquée (quatre étoiles décernées par Pascal Rozat dans Jazz Magazine) et reçoit un bel accueil de la critique et du public qui vient régulièrement écouter le Quint'Up au Baiser Salé depuis sa constitution en 2014. Cette formation est un des socles de son identité musicale qui s'exprime ici dans le creuset d'une musique aux inspirations et aux racines caraïbéennes. 
Il poursuit sa recherche personnelle, continue à écrire et composer une musique  inspirées de ses racines cubaines pendant la période 2020-2021. Il retrouve ainsi ses vieux complices Sergio Gruz, Gildas Boclé,  Fabrice Moreau accompagnés par Orlando Poleo lors d'un concert au Pôle Musical d'Orgemont - PMO à Epinay-sur-Seine en avril 2021. Ils rejouent également à l'occasion du festival organisé par le collectif Mirr en septembre 2021 au 360 à la Goutte d'Or à Paris. On le retrouve aussi sur l'album Babyland du pianiste Adrien Chicot, et partage la section des vents avec le trompettiste Julien Alour. Ricardo Izquierdo est également un des trois directeurs artistiques au sein du Collectif Mirr, avec le batteur Benjamin Sanz et le trompettiste Hemon Mehari. 
L'année 2022 est prolifique avec plusieurs collaborations, notamment sur l'album d'Elvin Bironien, Lueurs, et sur Adjusting d'Arnaud Dolmen. Avec ce dernier, ainsi que le trompettiste Josiah Woodson,  il participe au Quint'Up de Mario Canonge et Michel Zenino. Il retrouve d'ailleurs ce groupe de longue date, pour une résidence, à la Sirène de Paimpol, en Côtes-d'Armor, en avril de cette année-là.   En février 2023, il figure sur l'album Quint'Up II,, le quintet formé autour du duo piano-contrebasse de Mario Canonge et Michel Zenino, auprès de Josiah Woodson (tp) et Arnaud Dolmen (batteur).  
Le 26 mai 2023 sort son album Kikun Pelu Mi Wa ("Peindre avec mes racines" en Yoruba) qui tire son inspiration de ses racines cubaines et des orishas du culte yoruba et est salué par la critique pour la musique originale et personnelles qu'il a composé, accompagné par des musiciens qu'il côtoie de longue date : le pianiste Sergio Gruz, le batteur Fabrice Moreau et les contrebassistes Gildas Boclé et Juan Sébastien Jiménez auxquels s'est ajouté le percussionniste et joueur de tambours Javier Campos Martinez.

## Discographie

### En tant que leader
- 2023 : Kikun Pelu Mi Wa (Label Mirr/ L'Autre Distribution)
- 2014 : Ida (Plus Loin, avec Sergio Gruz, Juan Sebastien Jimenez et Mauro Gargano, Lukmil Pérez)[13]

### En tant que coleader
- 2017 : Ants (Ricardo Izquierdo, Mauro Gargano, Fabrice Moreau)

### En tant que sideman (discographie sélective)
- 2002 : Carlos Maza (Fidelidad / Label Universal Music Jazz/ France)
- 2014 : Ralph Lavital (Carnaval /Label Jazz Family
- 2014 : François Malandrin (Revisiting the Trane / Label Futura Marge)
- 2015 : Sergio Gruz (Hypnose / Label Bopcity )
- 2016 : Mauro Gargano (Battling Sikki / Label Gaya Music)
- 2017 : Josiah Woodson (Suite Elemental / label Truth Revolution Records)
- 2018 : Mario Canonge Michel Zenino (Quint'up / Label Aztec Music)
- 2018 : Mátyás Szandai (Sadhana/ Label BMC)
- 2019 : Fabrice Moreau (Double Portrait / Label Incises)
- 2020 : Benjamin Sanz (The Escape / Label MiRR)
- 2021 : Adrien Chicot (Babyland / Label Gaya Music)
- 2022 : Arnaud Dolmen (Adjusting / Label Gaya Music)
- 2022 : Elvin Bironien (Lueurs / Label Bizon'Art)
- 2023 : Mario Canonge & Michel Zenino (Quint'up II / Label Aztec Music)
- 2023 : Adrien Chicot,  "Sound of Eymet"
- 2023 : Vladimir Torres, Brujos